# Flyttlasspolitik
Flyttlasspolitik är en benämning, särskilt under 1960- och 1970-talen, på statsmakternas åtgärder i syfte att nå ökad geografisk rörlighet på arbetsmarknaden. Genom statliga bidrag stimulerades en folkomflyttning från landsbygden och mindre tätorter till främst storstadsområdena. Arbetskraften ansågs därmed kunna sättas in på de mest produktiva uppgifterna. Filosofin bakom återfinns främst i den av LO 1961 utgivna skriften Samordnad näringspolitik. Politiskt sett drevs kraven på ökad geografisk rörlighet av den socialdemokratiska regeringen med stöd av Folkpartiet och Högerpartiet (Moderata samlingspartiet).
Begreppet är mindre vanligt på 2000-talet, men används ibland om EU:s politik för att underlätta arbetskraftens rörlighet, de fyra friheterna. Rätten att flytta har dock inte kompletterats med en politik som försöker sätta press på arbetstagare att flytta till andra länder, och termen flyttlasspolitik är därför delvis missvisande i detta fall. Principen finns kvar i Sverige, eftersom de som varit arbetslösa en längre tid måste söka arbete i hela landet och acceptera arbeten de får, om de ska få arbetslöshetsersättning. Det är under 2000-talet en nettoinflyttning till flera större svenska städer från landet i övrigt, även om t.ex. Malmö har en nettoutflyttning mot övriga landet och får sin huvudsakliga inflyttning från utlandet.
Flyttlasspolitiken fungerar bäst för yngre personer och ensamstående, som får flytta dit de kan få arbete. De som äger sin bostad har ofta svårt att sälja den om företag på hemorten lagts ned. Det är också svårt att hitta ny bostad på tillväxtorter på grund av bostadsbrist. Även på 1960-talet var det bostadsbrist vilket löstes med ett omfattande byggande – miljonprogrammet. Gifta och sambor kan ha svårt att båda hitta arbete på en ny ort, något som inte var ett lika stort problem på 1960-talet då många kvinnor var hemmafruar.